# Kai Kahele
Kaialiʻi Kahele (ur. 28 marca 1974 w Miloliʻi) – amerykański polityk, żołnierz i pilot. Członek Izby Reprezentantów Stanów Zjednoczonych (od 2021 roku).

## Życiorys
Urodzony 28 marca 1974 w Miloliʻi. Pochodzi z rodziny Hawajczyków. Ukończył Hilo High School, zdobył tytuł Bachelor of Arts na Uniwersytecie Hawajskim w Mānoa w 1998 roku. Od 1999 roku pracuje jako pilot samolotów pasażerskich (w liniach lotniczych Hawaiian Airlines) i wojskowych (w Hawajskiej Gwardii Narodowej). Jest weteranem wojny w Afganistanie i Iraku.
W lutym 2016 roku, po śmierci swojego ojca, został mianowany na członka Senatu Hawajów przez Davida Ige. W 2016 i 2018 uzyskiwał reelekcję. W latach 2017–2018 był whipem większości, a następnie od 2018 do 2020 roku liderem większości stanowego senatu.
W styczniu 2019 roku Kahele ogłosił, że będzie ubiegał się o mandat członka Izby Reprezentantów Stanów Zjednoczonych z drugiego okręgu wyborczego Hawajów. Zwyciężył w przeprowadzonych w sierpniu 2020 roku prawyborach Partii Demokratycznej, a także w październikowych wyborach powszechnych. 3 stycznia 2021 został zaprzysiężony.

## Życie prywatne
Mieszka na wyspie Hawaiʻi wraz ze swoją żoną i trójką dzieci.